# 宝塚ファミリーランド

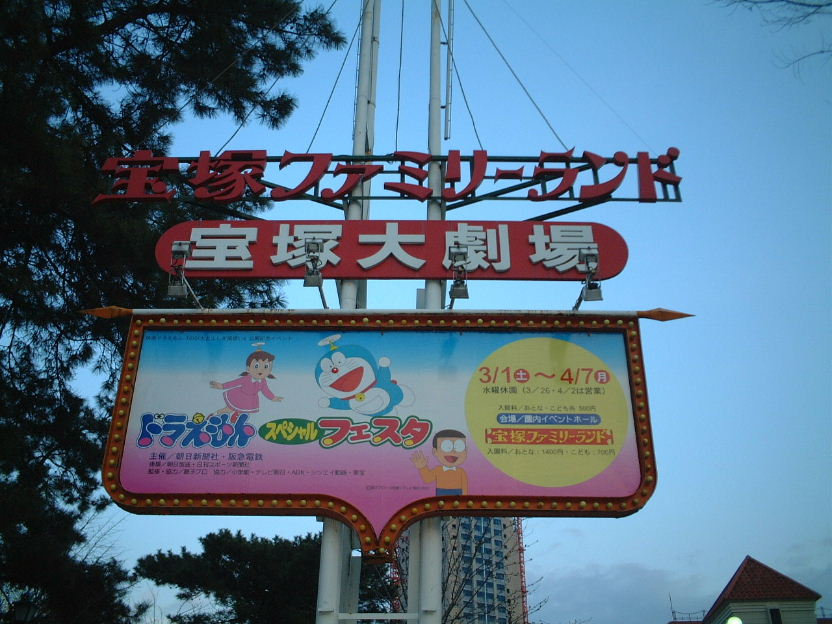
宝塚ファミリーランドの正面看板（2003年3月22日撮影）

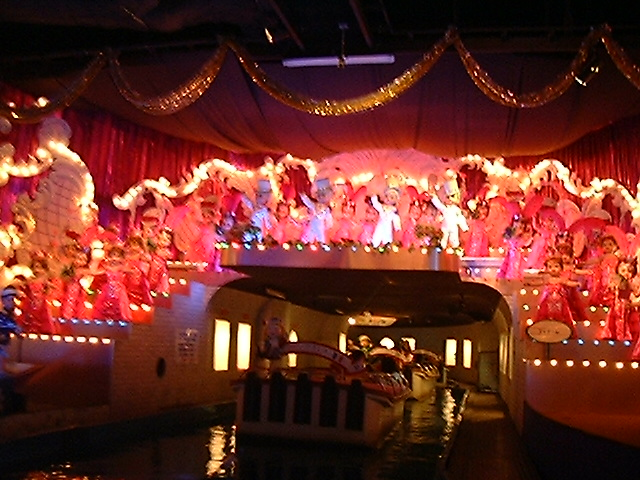
宝塚大人形館内部（2003年4月5日撮影）

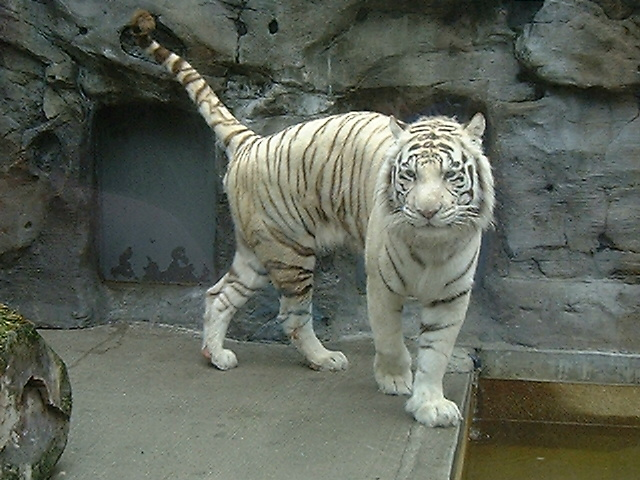
ホワイトタイガー（2003年4月5日撮影）

宝塚ファミリーランド（たからづかファミリーランド）は、兵庫県宝塚市にかつて存在した遊園地兼動物園。

## 概要
阪急電鉄が経営していた遊園地で、宝塚駅の東側にあった。駅から続く「花のみち」の南側に宝塚歌劇で有名な「宝塚大劇場」と、大浴場を備えた「宝塚大温泉」があり、北側に動植物園と遊園地があった。
園内西側には戦前から続く動植物園があり、象の飼育舎やサル山、アシカの泳ぐプール、キリンの飼育舎などの動物園施設と、熱帯の植物とともに動物を飼育展示していた立体動物園があった。
園内中央部から東側にかけては、ジェットコースターやメリーゴーランド、観覧車などの遊戯施設や、昆虫の標本を展示していた「宝塚昆虫館」や創業者小林一三の生家、世界各国の民族衣装を着た人形を展示していた「宝塚大人形館」、阪急電鉄の実物車両や鉄道模型などを展示する「電車館」、日本庭園などが設置されていたエリアがあった。
園内を一周するモノレールや、東西を往復するロープウェーなどもあった。
テレビCMでは、最後にサウンドロゴと合わせて、阪急電鉄のロゴが映されていた。

## 歴史

### 宝塚新温泉
宝塚ファミリーランドの前身である「宝塚新温泉」は、箕面有馬電気軌道の終点となった宝塚への旅客誘致を目的として、1911年（明治44年）5月1日に開業した。宝塚には、武庫川右岸に宝塚温泉があり賑わっていたが、左岸に新たに温泉施設を設置した。さらに翌年、宝塚新温泉の隣に食堂や演舞場、国内初の室内プール（暖房設備はなく男女共泳も禁止だったという）などのレジャー施設を設置して、「宝塚新温泉パラダイス」となった。
1913年（大正2年）には、不人気のために閉鎖された室内プールを用い脱衣所を舞台・プールを客席に改装して劇場を設え、アトラクションのために「宝塚唱歌隊」を結成、やがて「宝塚少女歌劇養成会」と改称し、のちの宝塚歌劇団として発展する。
1924年（大正13年）、前年に焼失した劇場の再建にあわせ、4,000人収容の宝塚大劇場と、遊戯施設を設置した遊園地「ルナパーク」が完成、さらに1928年（昭和3年）には「大植物園」が完成、さらに図書館や屋外プールなどが完成し、温泉・歌劇・動植物園に遊戯施設が揃った。
太平洋戦争中は、歌劇の公演休止や温泉施設が日本軍に徴用され施設は閉鎖を余儀なくされた。飼育動物の一部は、空襲下での脱走予防のため、1944年（昭和19年）3月5日に殺処分された（戦時猛獣処分）。敗戦後のGHQによる施設接収を経て、1946年（昭和21年）には大劇場が再開されて宝塚歌劇が公演を再開、また園内の遊戯施設も順次整備され、ジェットコースターやロープウェーの設置、「宝塚交通館」（のちの電車館）も設置された。

### ファミリーランド時代
1960年（昭和35年）、宝塚新温泉の開園50周年を記念して、動植物園や遊戯施設を含めた名称を一般から公募し、その結果「宝塚ファミリーランド」が選ばれ、以後はこの名称で呼ばれるようになった。同年には、武庫川左岸の温泉設備を拡張・整備して、「宝塚ヘルスセンター」（のち「宝塚大温泉」に改称）も開業、折からのレジャーブームとともに入園者数は増加し、関西地区屈指のレジャーゾーンとして活況を呈するようになり、1979年には来場者数がピークとなる年間354万人を集めた。
1967年（昭和42年）には、園内東側の敷地に「宝塚大人形館 世界はひとつ」が開館、さらに二重大観覧車の設置や急流すべり、お化け屋敷や屋外プールの設置も行われ、施設は充実した。
1980年（昭和55年）には、隣接する「宝塚映画」（後の宝塚映像）の敷地を利用して、「大人形館」の改築と併設して完全屋内設置のジェットコースターである「スペースコースター」が開業した。さらに急流すべりが移築され、跡地には、屋外プール（冬にはアイススケート場としても使用された）が拡張された。また1981年（昭和56年）にはデンマークのチボリパークと遊園地間では世界初の姉妹提携を結んだ。
一方動物園では、新たにホワイトタイガーが飼育され、繁殖にも成功し、宝塚ファミリーランドのシンボルとして人気を博した。
1984年（昭和59年）には最奥部を絶叫マシン中心の「マシーンランド」に改装、1986年（昭和61年）からは国道176号線の拡幅工事に伴い植物園とおとぎセンターゾーンの改装に着手し1988年（昭和63年）におとぎセンターを「メルヘンチックなおとぎの国」をテーマとした「ポップンランド」にリニューアルした。
1980年代末には、「宝塚大温泉」は役割を終えて閉鎖され、跡地は宝塚大劇場の改築に備えて駐車場などに転用された。また宝塚映画のスタジオを改装したイベントホールが設置され、様々なイベントや展示会が開催された。
その後宝塚大劇場改築や今津線高架化と合わせて「緑の中のリラクゼーション」をテーマとしたリニューアル工事に着手、1991年（平成3年）の「クレージーダック」導入を皮切りに、1992年（平成4年）7月には植物園ゾーンの日本庭園部分3000平米に「メルヘン・ガーデン」を開設、既存の植物を活かしつつ遊具を拡充し自走式コースター・ミニSL・メリーゴーラウンド・観覧車を設置。動物園・植物園・遊園地・劇場のゾーニングを撤廃し16万平米の園内に設けた2万本の植栽や人工の池・小川といった自然の憩いの空間の中にアトラクションを設けて園全体で憩いの雰囲気を演出する形とし、急流下り「アドベンチャークルーズ」や「スカイローラー」「ハングライダー」の導入、今津線高架下に売店街「ハミングタウン」を設けた。また日本庭園を転用し1996年（平成8年）には新屋外プール「森のプール」を設置。
しかし、ユニバーサル・スタジオ・ジャパンを始めとした大型アミューズメントパークの開園や、レジャーの多様化、少子化などの影響もあって、次第に入園者数は減少し始め、阪急電鉄では2003年（平成15年）4月7日をもって宝塚ファミリーランドの閉園を決定した。このニュースは大きく取り上げられ、閉園を惜しむ声が多数寄せられたことから、同年4月29日からガーデンゾーンを「宝塚ファンタジーガーデン」として期間延長して営業再開した。
そして、同年8月31日をもって完全に営業を終了し、宝塚新温泉から数えて90年以上の歴史に幕を閉じた。

## 跡地
閉園後の跡地は、整地の上でガーデン、住宅系、商業系、歌劇の4つのゾーンに分けて再開発されることとなり、このうち、ファミリーランド時代に遊戯施設などが設置されていた園内中央部のエリアが、ガーデンゾーンとして2003年（平成15年）9月26日にイングリッシュガーデン風の有料公園「宝塚ガーデンフィールズ」として生まれ変わった。
園内西側のエリアは商業系ゾーンとして使用され、2005年（平成17年）4月にイタリアンレストラン「イゾラベッラ・オペレッタ・ア・タカラヅカ」が開業したほか、同年6月中旬から7月上旬には大型ベビー用品専門店「ベビーザらス」と、フィットネスクラブ「ティップネス」が開業した。また、住宅展示場「宝塚ハウジングガーデン」としても利用されている。
園内東側のエリアは住宅系ゾーンとして利用されることとなり、2005年（平成17年）秋にも住宅地の造成を着工の予定としていたが、後一部エリアを関西学院が学校用地として取得し、2008年（平成20年）4月に関西学院初等部が開校した。また住宅地には大型マンションが2棟建設された。
集客のメインである歌劇ゾーンは、大劇場・バウホールや駐車場を中心に再開発されるとしているが、現在のところは未定である。
数々の施設が開業したため、ファミリーランドがあった頃の面影は殆どなくなってしまったが、かつての遊戯施設として唯一メリーゴーランドが残されて営業していた。これも2011年（平成23年）3月に解体され、駐車場に整備された。
なお、前述の「宝塚ガーデンフィールズ」も、2013年（平成25年）12月24日をもって閉園されており、現存していない。
今後の宝塚ファミリーランドの跡地は、
- 宝塚市が購入し、活用策を検討した上で2019年（平成31/令和元年）に再オープンの計画
- 旧宝塚歌劇記念館跡地は宝塚音楽学校や宝塚歌劇団の生徒寮「すみれ寮」を移転新築
- その他の部分は阪急電鉄による再開発

などが予定され、2020年8月6日には宝塚市が購入した部分に「宝塚市立文化芸術センター」がオープンした。

## 入園料
入園料は、大温泉・動植物園・遊戯施設共通であり、一度入園料を支払って場内に入場すると、いずれの施設ともに利用できた。
また園内では、遊戯施設を利用するための「のりもの券」が発売されており、予めそれを購入することで、遊戯施設で現金を支払う手間を省いていた。
一方、歌劇を見る場合、初代大劇場（宝塚バウホールを含む）で公演されていた頃は歌劇のチケットにファミリーランド入園料は含まれていなかったため、現地で改めて入園券を購入しなければならなかったが、2代目大劇場の開業時にファミリーランド入園料を含むように変更された。

## テーマソング
- 「世界はひとつ」
  - 「宝塚大人形館 世界はひとつ」のテーマ曲。作詞：内海重典、作曲：寺田瀧雄
  - 1968年（昭和43年）に日本コロムビアからシングルレコード（ASS-374）として発売（歌：上月晃、真帆志ぶき、麻鳥千穂、コロムビアゆりかご会）。
- 「宝塚ファミリーランドマーチ」
  - 東宝レコードからシングルレコード（AT-4073）として発売。
- 「『大人形館 ファンタジーワールド』 テーマソング」
  - かつて、ファミリーランドの大人気アトラクション「宝塚大人形館 世界はひとつ」がリニューアルし、名前と楽曲を変えてオープンした。

## その他
- お笑いコンビDonDokoDonの山口智充と平畠啓史はかつてここに勤めており、出会うこととなる。ここで山口はイベントの司会業を、平畠はイベントの音響を担当していた。
- 元宝塚女優の音花ゆりの妹、女優の相武紗季は高校生時代、ここでアルバイトをしていた。
- ホワイトタイガーは閉園後、東武動物公園・秋吉台サファリランド・姫路セントラルパーク・大牟田市動物園に移された。
- NHK朝の連続テレビ小説『ぴあの』ではヒロインら4姉妹が同ランドに行くシーンが幾度か登場した。
- 宝塚映画が製作した映画やテレビ番組には、園内の施設が頻繁に登場していた。
- NTV系ドラマ『大都会 闘いの日々』の第14回「もう一人の女」で、動物園・植物園エリアにて撮影が行われており、1976年（昭和51年）当時園内にあった猿山やオットセイ池が登場する。
- 園内を周回していたモノレールは、スポンサーが東芝だったこともあり、ラッピングにアニメのサザエさん一家が施されていた時期もあった。
- 1982年（昭和57年）8月22日に「仮面ライダー10号ネーミング発表会」が開催された。
- 大人形館のテーマソング「世界はひとつ」の替え歌が、阪急の後身球団であるオリックス・ブルーウェーブに所属した外国人選手の応援歌（前半のメロディーのものがタイゲイニー、後半のものがフランシスコ・カブレラ、ジェームス・ボニチ）に使われた。
- 園内では頻繁にイベントが開催された。恐竜を題材にした「恐竜展」や、「ロボット博」などは人気を博した。また、水木しげるの軍隊時代の戦友だった宮一郎が宝塚歌劇団やファミリーランドの要職にあったことから、「ゲゲゲの鬼太郎」を題材としたイベントも頻繁に行われていた。当時あった「阪急ブレーブスこども会」の特典としてイベント付入場券または割引券が配布された。
- 二層二重式であった観覧車は閉園後、2基に分割され、そのうちの1基は大分県別府市の遊園地ラクテンチに、もう1基はミャンマーの遊園地に移設されている[10][11]。
- 園内にあった電車館は、建物の老朽化と園内東側地区の改装のために1993年（平成5年）に閉鎖され、展示物は新たに設置された宝塚のりもの館（旧・電車館）に移設されたが、阪急電鉄の車両（1・10）は阪急電鉄正雀工場に移送の上保管されている。さらにファミリーランドの閉鎖により宝塚のりもの館が閉鎖されると、展示されていた展示物の多くも正雀工場に移され、春・秋の「阪急レールウェイフェスティバル」で展示されている。
  - 能勢電気軌道経由で保存されていた旧大阪市電（二階建て電車）の台車は、大阪市の市営交通100周年を記念して、大阪市交通局に寄贈された。現在、緑木検車場内に保存されている。
  - 蒸気機関車・東洋レーヨン103号機並びに京都市電N電は、加悦SL広場へ譲渡され[12]現役当時に近い姿に修復されて静態保存展示されている。
- 1975年（昭和50年）に園内の電車館横に移設された小林一三の生家は、園の閉鎖により解体の上、保管されている。
- 宝塚大温泉には、男女大浴場の他、舞台付き宴会場、レストランおよびゲームセンターがあり、大温泉だけの利用も可能だった。閉鎖後は駐車場となった。